# Chiesa di San Pietro Martire (Olmo al Brembo)
La chiesa di San Pietro Martire è un luogo di culto cattolico di Cugno Basso frazione di Olmo al Brembo in provincia e diocesi di Bergamo, e fa parte del vicariato di Branzi-Santa Brigida-San Martino oltre la Goggia.

## Storia
Per tradizione popolare si tramandava che la sagrestia e la torre campanaria di una chiesa sul territorio di Cugno Basso, erano state edificate già nel Quattrocento, ma le murature dei due locali, non indicano una data tanto antica, ma parrebbero risalenti al XVII secolo, anche se è documentata la presenza di una confraternita di San Pietro Martire già nel 1491 in prossimità della vicinia di Sant'Antonio di Olmo.

Nel 1567 un documento indica la mancanza di chiese sul territorio, contrariamente compare nella visita pastorale del vescovo Giambattista Milani del 1607 e nelle visite successive. La presenza della piccola chiesa è certa nel 1666 essendo inserita nel '“Sommario delle chiese di Bergamo”, elenco redatto dal cancelliere della curia vescovile Giovanni Giacomo Marenzi.
La facciata fu decorata nel 1680, datazione presente nel decoro, e nel 1686 fu concessa alla famiglia Guarinoni fu Andrea di completare i decori e gli arredi della chiesa. La famiglia si prese cura della chiesa per molto tempo, senza ottenerne mai il giuspatronato. 
I locali della sagrestia furono edificati nel 1721, è del 13 gennaio il lascito testamentario di Angela Calegari in favore della sua costruzione che è posta di financo all'edificio con la caratteristica bifora.
Nell'Ottocento molti abitanti si allontanarono dalla località per motivi di lavoro e la chiesa fu abbandonata e adibita a locale di deposito. Il documento redatto nel 1859 di don Ravasio durante la visita pastorale del vescovo Pietro Luigi Speranza riporta: “nella contrada di Cugno, avvi l’oratorio di S. Pietro ormai da 50 anni abbandonato e spogliato che serve a deposito di legna, fieno, ecc…La famiglia Guerinoni asserisce essere di sua proprietà, sebbene alcuni dicano che la proprietà sia della contrada Cugno e alla famiglia spetti il dovere della manutenzione, ma non si hanno in proposito documenti.

Nel 1864 lo stesso vescovo ne ordinò la riapertura, ma non fu subito restaurata, diventando di proprietà della famiglia di Emilio Donati: fu Primo che nella seconda metà del Novecento la donò alla parrocchia, dando così inizio a lavori di completa ristrutturazione. 

## Descrizione
L'edificio di culto di piccole dimensioni, è anticipato dal sagrato con pavimentazione in ciottoli. Il fronte principale molto semplice presenta nella parte centrale il portale con contorno in pietra e chiusura a catenaccio, laterali due finestre complete di contorno in pietra e inferriate. La parte superiore ha un'apertura semicircolare atta a illuminare la piccola aula. La facciata a capanna termina con il tetto a due falde.
L'interno a unica navata con pareti intonacate con bassa zoccolatura lignea ha la volta con travi a vista. La zona presbiteriale alzata da un gradino e anticipata dall'arco a tutto sesto in pietra è coperta da una volta a crociera. La pala d'altare realizzata nel 1970 da Monzio Compagnoni raffigura il san Pietro Martire titolare nel momento del suo martirio nell'atto di scrivere con il proprio sangue il simbolo della Trinità: